# Arkimedes
 For alternative betydninger, se Arkimedes (flertydig). (Se også artikler, som begynder med Arkimedes)
 Der er for få eller ingen kildehenvisninger i denne artikel, hvilket er et problem. Du kan hjælpe ved at angive troværdige kilder til de påstande, som fremføres i artiklen.

Arkimedes eller Archimedes  fra Syrakus (ca. 287 f.Kr. – 212 f.Kr.) var en græsk matematiker, astronom, filosof, fysiker og ingeniør. Han blev mod den romerske general Marcus Claudius Marcellus' vilje dræbt af en romersk legionær efter sigende efter at have sagt de berømte ord: "Forstyr ikke mine cirkler".
Nogle matematikhistorikere anser Arkimedes for at være en af historiens største matematikere på linje med Newton, Leibniz, Euler og Gauss.
Arkimedes var overbevist om, at fysikken og matematikken gik hånd i hånd i modsætning til matematikere før ham som Aristoteles og hans lærer Platon, der holdt disse ting klart adskilt. Det medvirkede til en del fejl i deres beregninger. Arkimedes arbejdede ikke kun teoretisk med sine ideer; han udførte også praktiske forsøg for at underbygge sine teorier, hvilket også gjorde ham til skaberen af mange nyttige opfindelser, som vi stadig benytter.
Arkimedes hjemby Syrakus var grundlagt af grækerne i det 8. århundrede f.Kr. I det meste af Arkimedes' liv blev Syrakus regeret af kong Hieron II og af kongens søn Gelon II. De sociale forhold i Syrakus havde de græske bystater som forbillede.
Der var to folkegrupper, borgerne og slaverne. Slaverne udførte det legemlige arbejde, så borgerne frit kunne bruge deres tid på det åndelige arbejde. Arkimedes far hed Fidias og var astronom.
Arkimedes levede i det århundrede, hvor Rom og Kartago var i krig. Krigen begyndte i det 3. århundrede f. Kr. Både kartagerne og romerne var ivrige efter at udvide deres territorier, og det medførte, at romerne begav sig mod syd i Italien til Sicilien og dens rigeste by Syrakus. Her havde Arkimedes en stor rolle i forsvaret, da han også var militæringeniør.
Kong Hieron og hans tronarving var begge store beundrere af Arkimedes' arbejde og sendte ofte bud efter ham for at bede ham om tekniske råd. Arkimedes kunne uden tvivl have fået en stilling i regeringen, hvis han var interesseret, men han valgte at bruge sin tid på matematikken og videnskaben.
Ud over sit liv i Syrakus har Arkimedes besøgt Alexandria i Egypten mindst to gange. Alexandria var Egyptens hovedstad, og kong Ptolemaios I havde planer om at gøre Egypten til det rigeste og mest respekterede kongerige i hele Middelhavsområdet, og han havde en idé om, at hvis det skulle lykkes, var det nødvendigt at have en attraktiv hovedstad for videnskabsmænd og kunstnere, ligesom Athen. Han sørgede derfor for, at byen blev en af de mest tiltrækkende og velkonstruerede i oldtiden. Han byggede desuden Museet i Alexandria, der mest mindede om et universitet, hvor videnskabsmænd, matematikere, læger, kunstnere og digtere havde et godt arbejdsmiljø, kunne diskutere og udveksle viden samt arbejde på ny viden. For også at gøre det sørgede Ptolemaios I desuden for at få et væld af lærde skrifter til sit bibliotek. De gange Arkimedes har rejst til Alexandria, har han opholdt sig i byen i flere måneder for at høre de nyeste videnskabelige ideer fra de videnskabsmænd, der opholdt sig i museet, samt benyttet det store bibliotek. Det var under et ophold i Alexandria, at Arkimedes opfandt den hydrauliske skrue. Arkimedes delte med de andre grækere sin søgen efter almengyldige løsninger, der kunne bruges til en hvilken som helst geometrisk figur. Det er ikke set før, da for eksempel egypterne godt kunne udregne arealet af en trekantet mark ved hjælp af et såkaldt "eksempelproblem", hvor løsningen stod for en anden trekantet mark, og de så kunne sætte deres egne målinger ind i stedet. Grækerne så ikke på trekantede marker, men på trekanter i almindelighed for så at finde fælles løsninger for alle trekanter. Altså brugte Arkimedes den induktive metode.

## Archimedes' lov
Archimedes lov beskriver hvordan opdriften på et objekt bliver påvirket i forhold til hvor meget væske objektet har forskudt.